# Condat-en-Combraille
Condat-en-Combraille – miejscowość i gmina we Francji, w regionie Owernia-Rodan-Alpy, w departamencie Puy-de-Dôme.
Według danych na rok 1990 gminę zamieszkiwały 593 osoby, a gęstość zaludnienia wynosiła 13 osób/km² (wśród 1310 gmin Owernii Condat-en-Combraille plasuje się na 354. miejscu pod względem liczby ludności, natomiast pod względem powierzchni na miejscu 58.).